# 莫瑞泰斯皇家美术馆
毛里茨之家博物馆（荷蘭語發音：[ˈmʌurɪtsɦœys]），又译莫瑞泰斯皇家美术馆，是位于荷兰海牙的一座建于17世纪的荷兰古典主义代表性住宅建筑的名称，也是该流派建筑的开山之作。起初该建築是拿骚-锡根亲王约翰·毛里茨（荷蘭語：Johan Maurits，1604年–1679年）托建并居住的住宅，该住宅以其姓“毛里茨”（Maurits）命名。该住宅对17世纪及其后的英格兰、北美等地的住宅及其他民用与公用建筑设计产生了重要影响，是世界建筑史上的经典作品之一。如今的博物館拥有规模庞大的艺术收藏，包括荷兰油画家扬·弗美尔、伦勃朗、扬·斯特恩、保卢斯·波特和弗兰斯·哈尔斯的油画，以及德国油画家小汉斯·霍尔拜因的作品。该美术馆与阿姆斯特丹国家博物馆和鹿特丹博伊曼斯·范伯宁恩美术馆并称荷兰的三大美术馆。

## 建筑

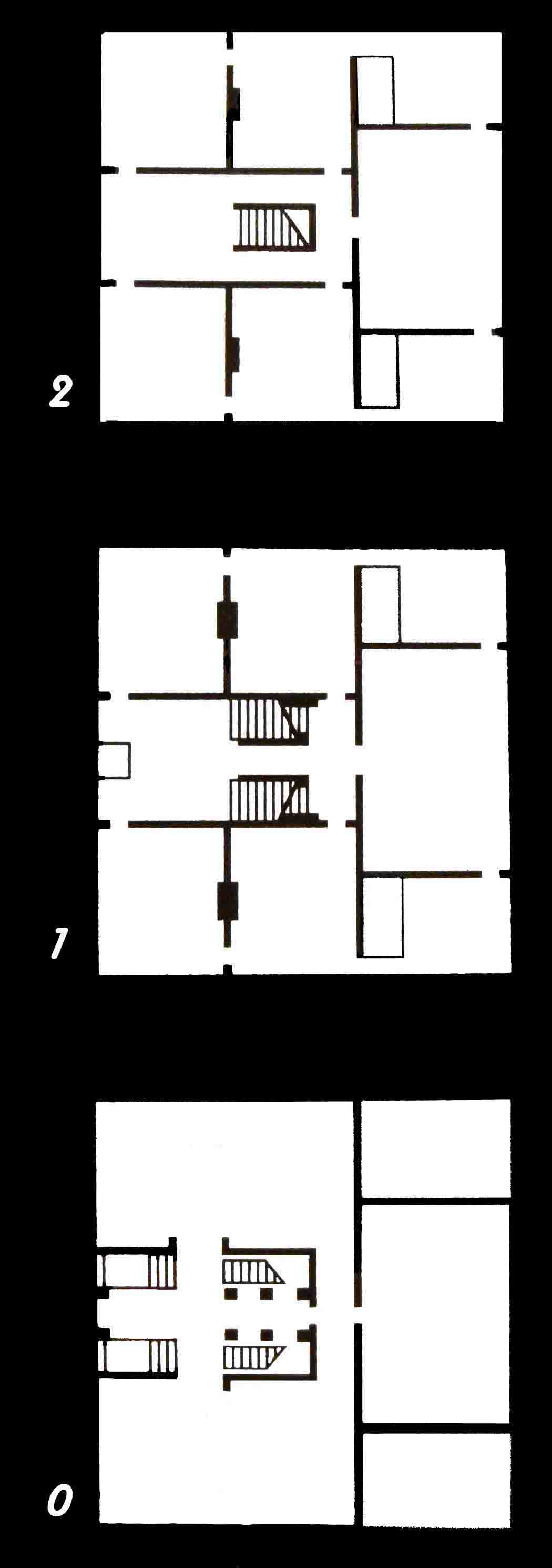
自下至上分别为底层至二层的平面图

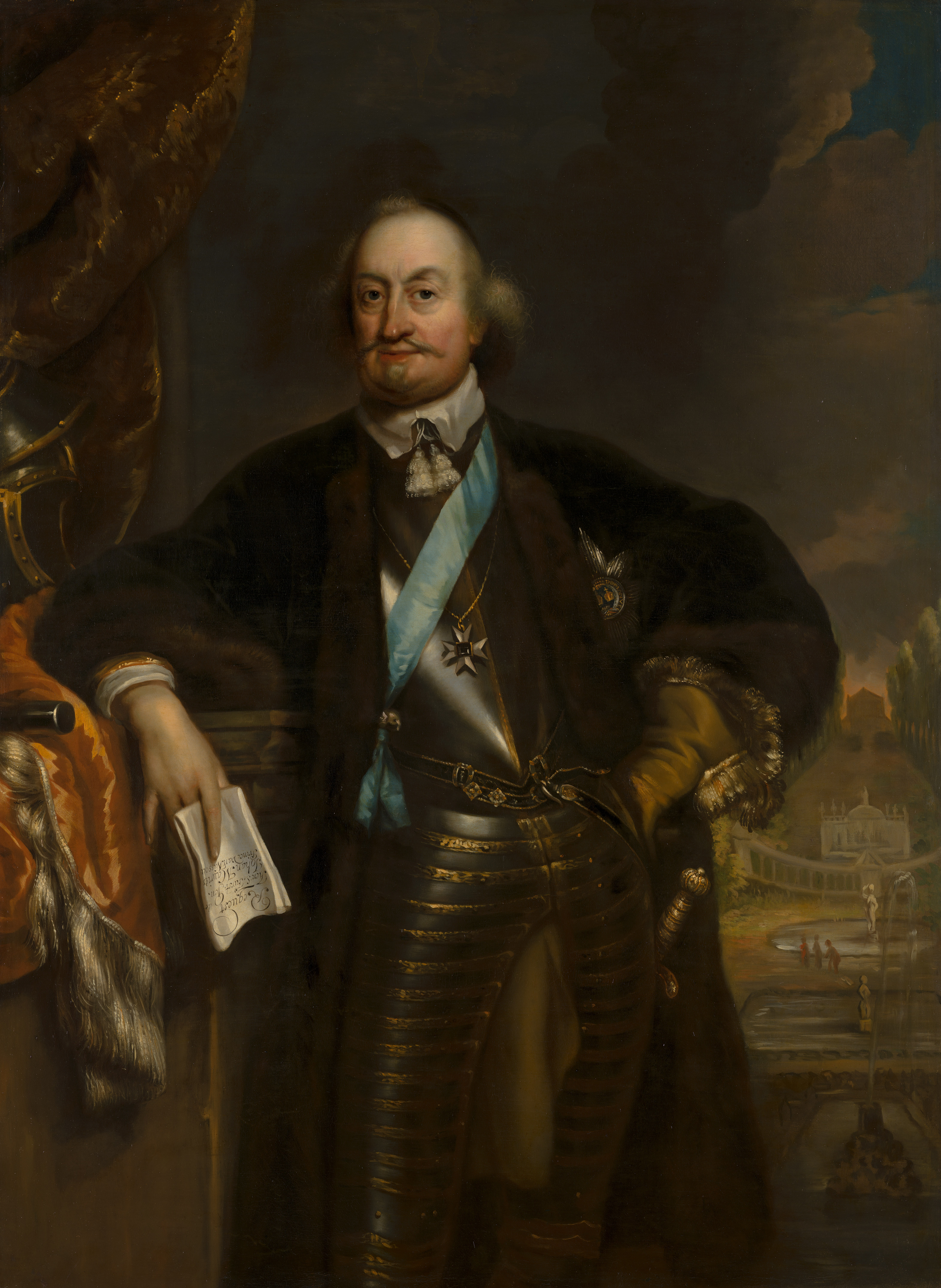
拿骚-锡根亲王约翰·毛里茨画像，由扬·德班绘制。

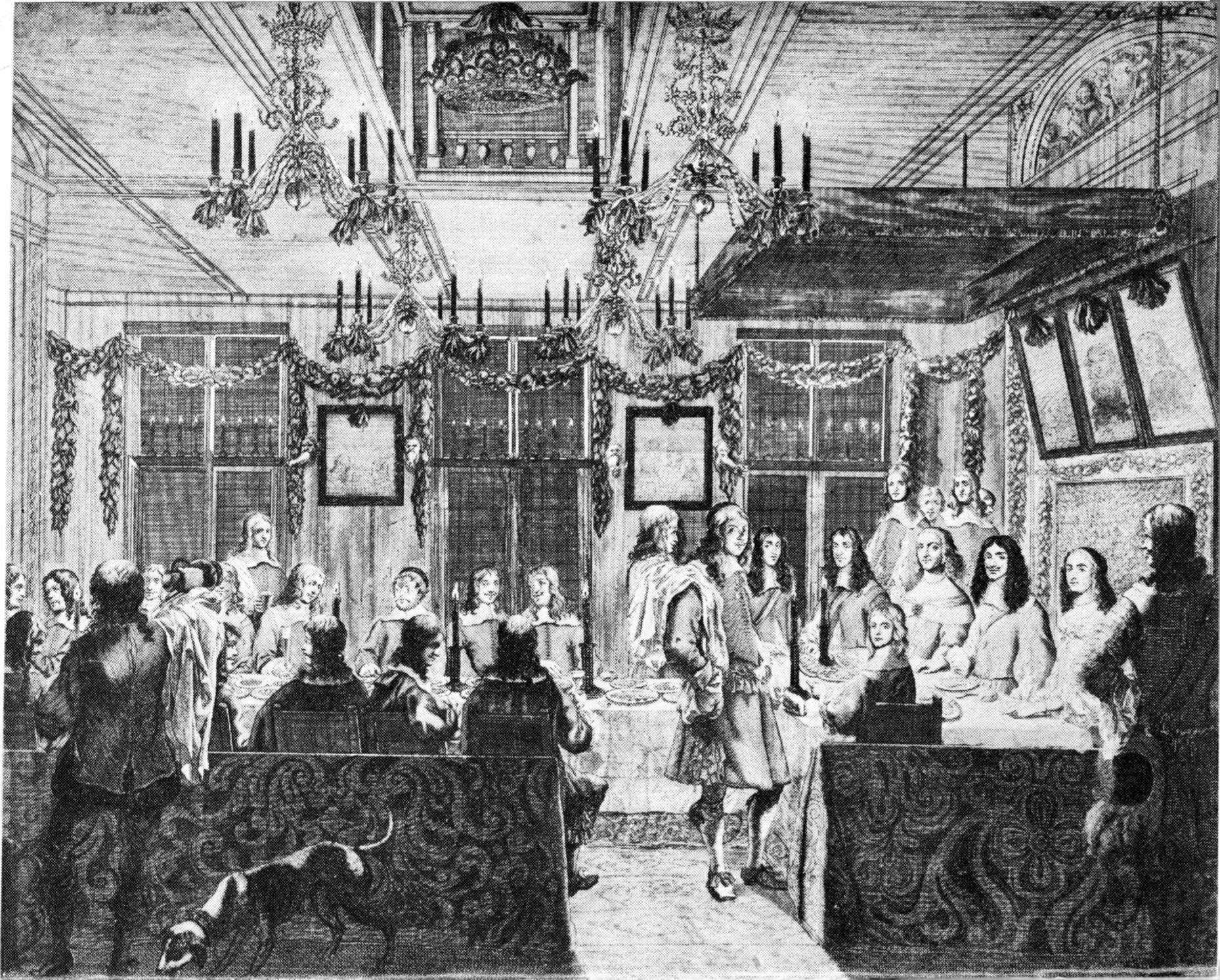
1660年2月19日，为查理二世在毛里茨住宅举行的欢迎宴会。右三为查理二世，右二为玛丽·亨丽埃塔·斯图尔特。图中可见宴会厅当时的室内装饰。该画为雅各布·托伦弗利特所作油画的雕版复制品。

### 历史
军官约翰·毛里茨是荷兰执政（stadtholder）奥兰治亲王弗雷德里克·亨德里克的表兄弟。1631年，毛里茨买下了一块荷兰共和国荷兰海牙的同国会议事堂接壤的田地以及相邻的池塘“霍费弗”（Hofvijver，意為“庭池”）。在那时，海牙是荷兰共和国的政治中心，荷兰国会在内庭召开。
毛里茨住宅以亲王约翰·毛里茨的姓“毛里茨”（Maurits）命名，于1633年至1644年兴建，从1636年到1644年他是荷属巴西的统治者。这座荷兰古典主义建筑由荷兰建筑师雅各布·范·坎彭和彼得·波斯特设计。 这座建筑地上两层，另有一层为半地下室，房顶还有阁楼，设计上严格对称，地上两层共有4个房间和1个大厅（great hall）。每个房间都被设计为有一个前厅（antechamber），一个厅（chamber），一个内阁（cabinet），以及一个衣帽间（cloakroom）。起初，该建筑物有一个圆顶阁（cupola），但于1704年毁于火灾。
在亲王约翰·毛里茨1679年去世后，该住宅由马斯家族（Maes family）拥有，后者将其租给荷兰政府。1704年，该住宅大部分内饰毁于火灾。该建筑在1708-1718年间重修。 1820年，毛里茨住宅被荷兰国家购买，以收置王家油画秘藏（Koninklijk Kabinet van Schilderijen）。

### 建筑艺术
毛里茨住宅及其旁边的康斯坦丁·惠更斯住宅（已毁）代表着从17世纪开始兴起的荷兰古典主义建筑的发端。
在设计毛里茨住宅时，曾经在意大利学习建筑设计的荷兰建筑师雅各布·范·坎彭严格遵循近乎完美的意大利对称设计。毛里茨住宅的山墙装饰着爱奥尼亚柱、窗上方的小三角楣饰、垂花雕刻，房顶是结合着浮雕的帕拉第奥式三角楣饰与四坡屋顶。其浮雕与阿姆斯特丹市政厅、洪塞拉尔堤防住宅的浮雕对其后的荷兰古典主义建筑的浮雕产生了重要影响，这三座建筑均为建筑师雅各布·范·坎彭设计。毛里茨住宅的门廊被一分为三，中间一直通向临着庭池的大房间，两边为楼梯。尽管毛里茨住宅是三桩住宅，但它无疑是其后双桩及三桩住宅的先驱。
或许毛里茨住宅的室内装饰最为有名，除了富丽堂皇之外，住宅内部还使用了来自巴西的“印第安”木材，印第安武器、鼓、喇叭等等，还有展现巴西土著居民的油画、猴子、鳄鱼、虎、水蛇、狮皮、钻石、蓝宝石，这些都是毛里茨住宅的主人约翰·毛里茨从巴西带来的。可惜该建筑的室内装饰因为1704年的那场大火而毁于一旦。如今我们只能从彼得·波斯特作于1652年的39幅画作中窥豹一斑。古典式壁柱和嵌线出现在主要房间内，宴会厅的天花板上有一个不同寻常的带窗户的圆顶阁。
由于奥兰治亲王威廉三世于1689年登上英格兰王位，以及英格兰与荷兰两国的密切交流，毛里茨住宅对英格兰、爱尔兰岛以及美国殖民时期的建筑产生了重要影响。17世纪及其后，上述地区的许多住宅皆仿自毛里茨住宅，许多公用建筑的设计也从毛里茨住宅的设计中吸取了灵感。毛里茨住宅因此不仅是荷兰古典主义建筑中的开山杰作，也成为世界建筑史上的重要作品之一。

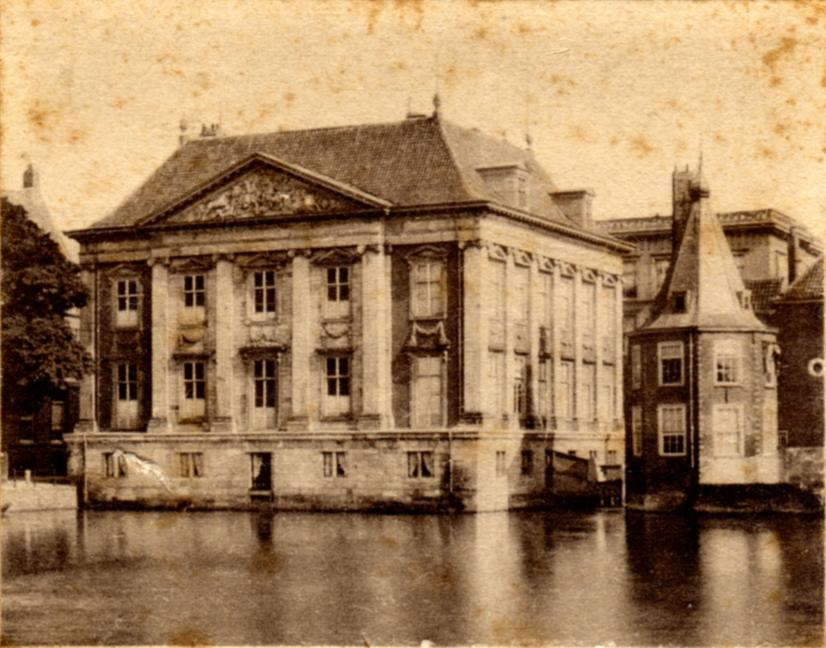
1900年前后
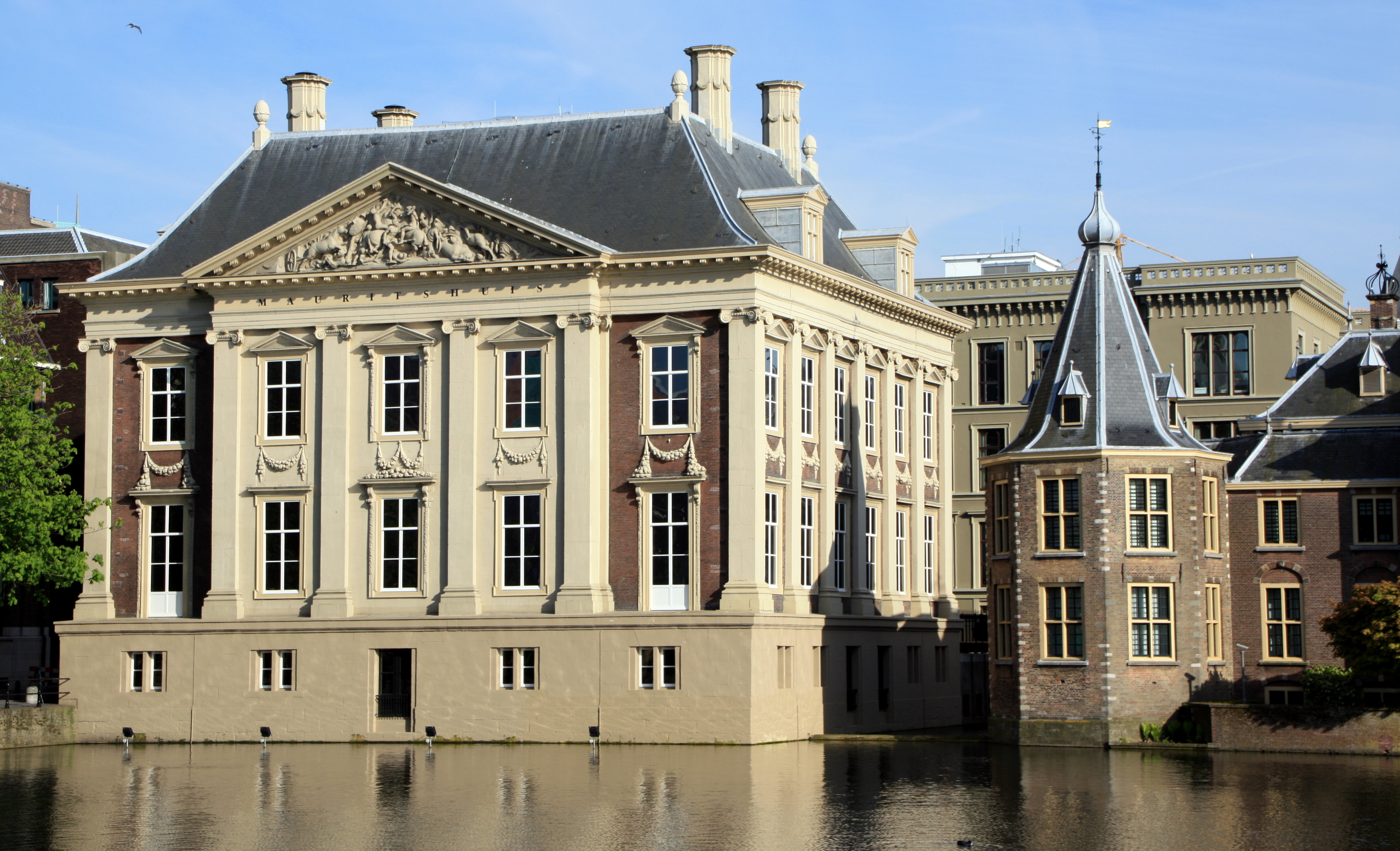
西立面（2010年），可见住宅顶部帕拉第奥式三角楣饰与四坡屋顶
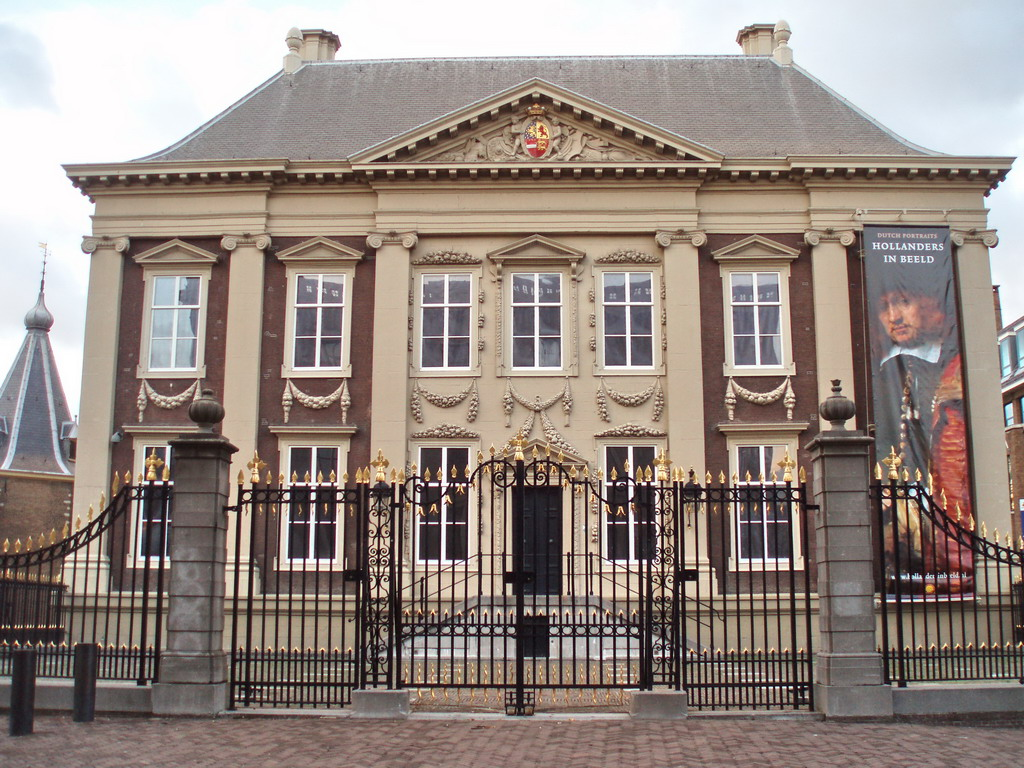
东立面，可见爱奥尼亚柱、窗上方的小三角楣饰、垂花雕刻
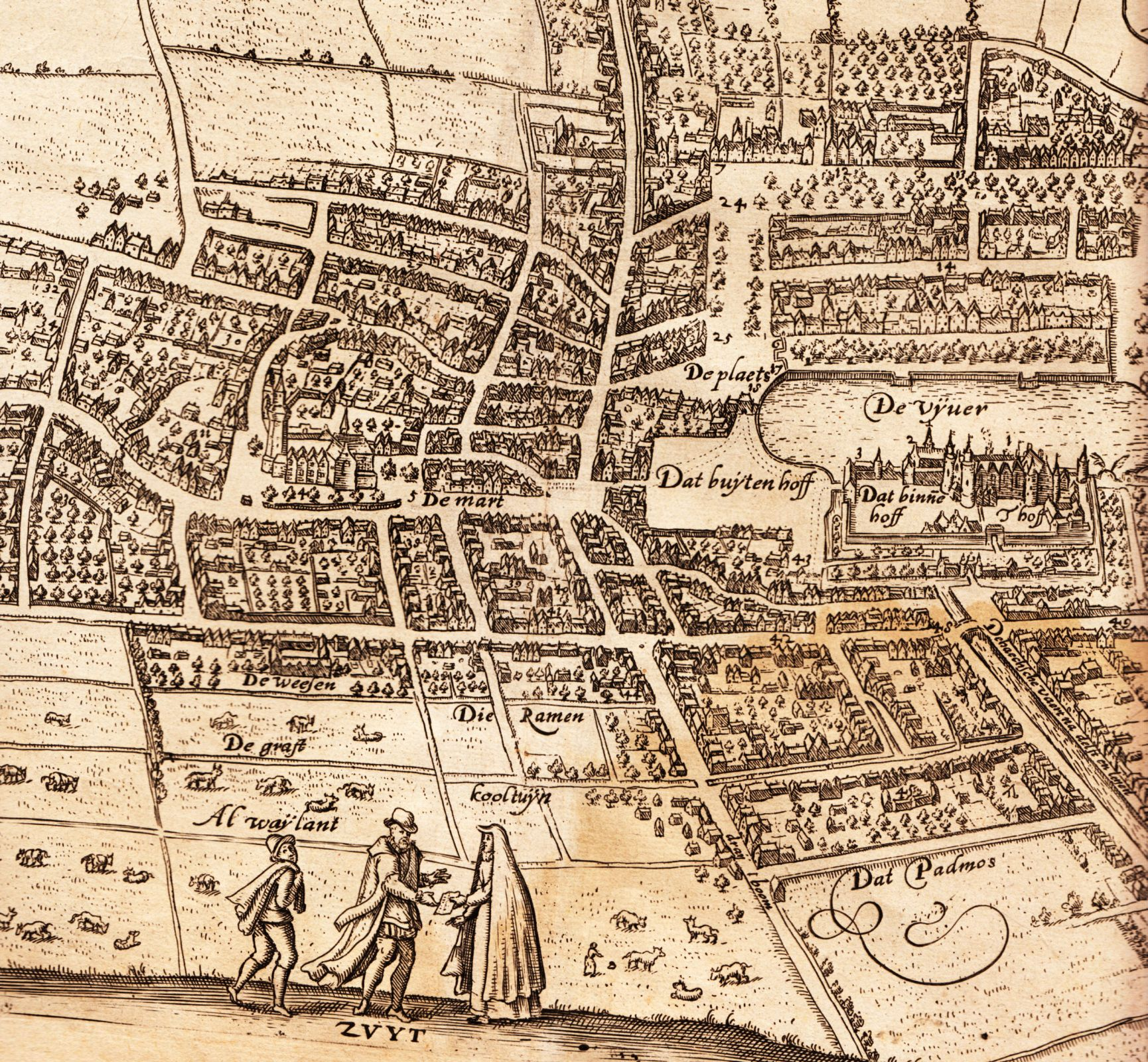
1600年前后洛多维科·圭恰迪尼（英语：Lodovico Guicciardini）绘制的海牙地图。图中内庭右侧今毛里茨住宅所在地尚为树林。
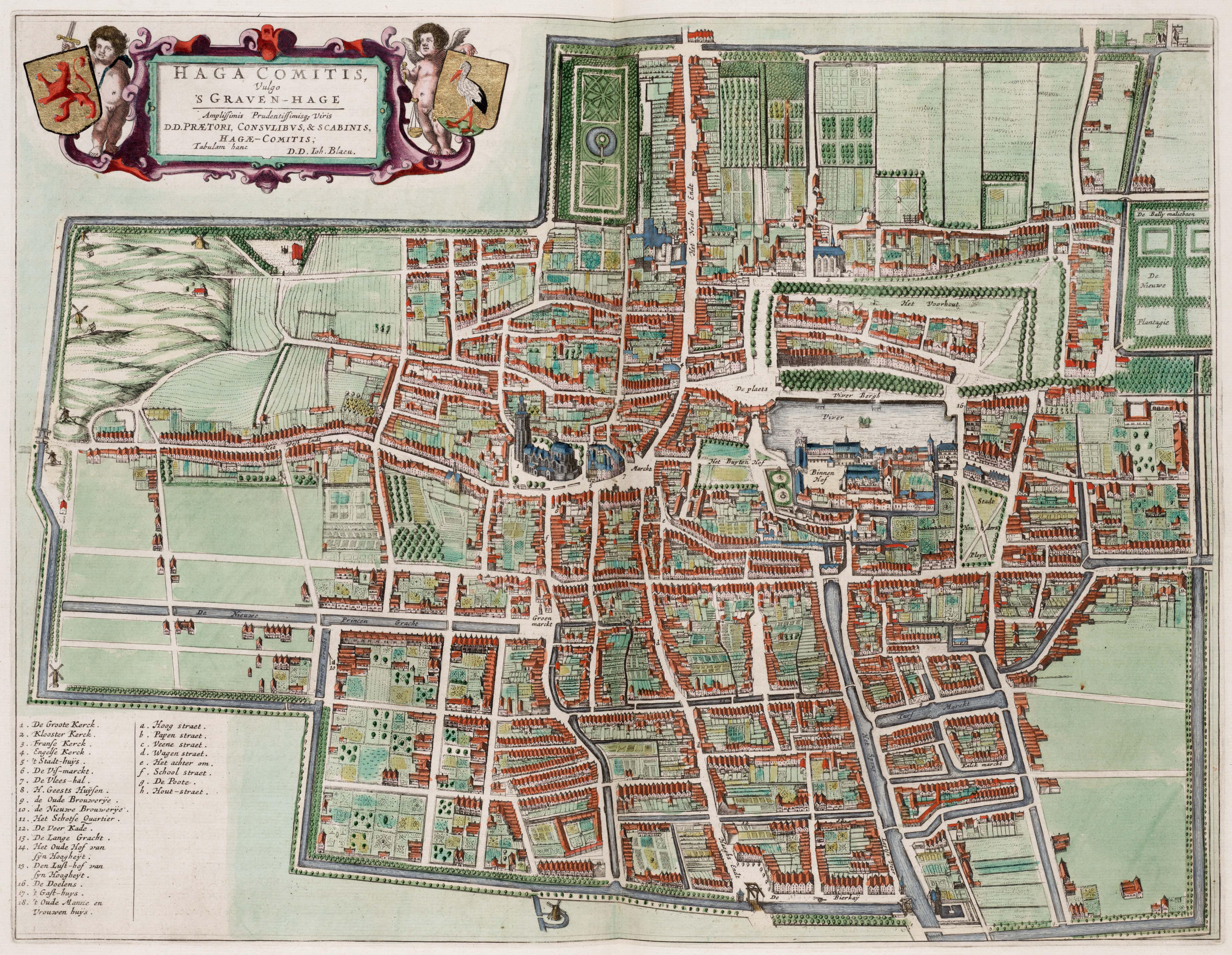
1649年阿特拉斯·范·隆（英语：Atlas van Loon）绘制的海牙地图。图中标有数字“8”之处旁边即毛里茨住宅
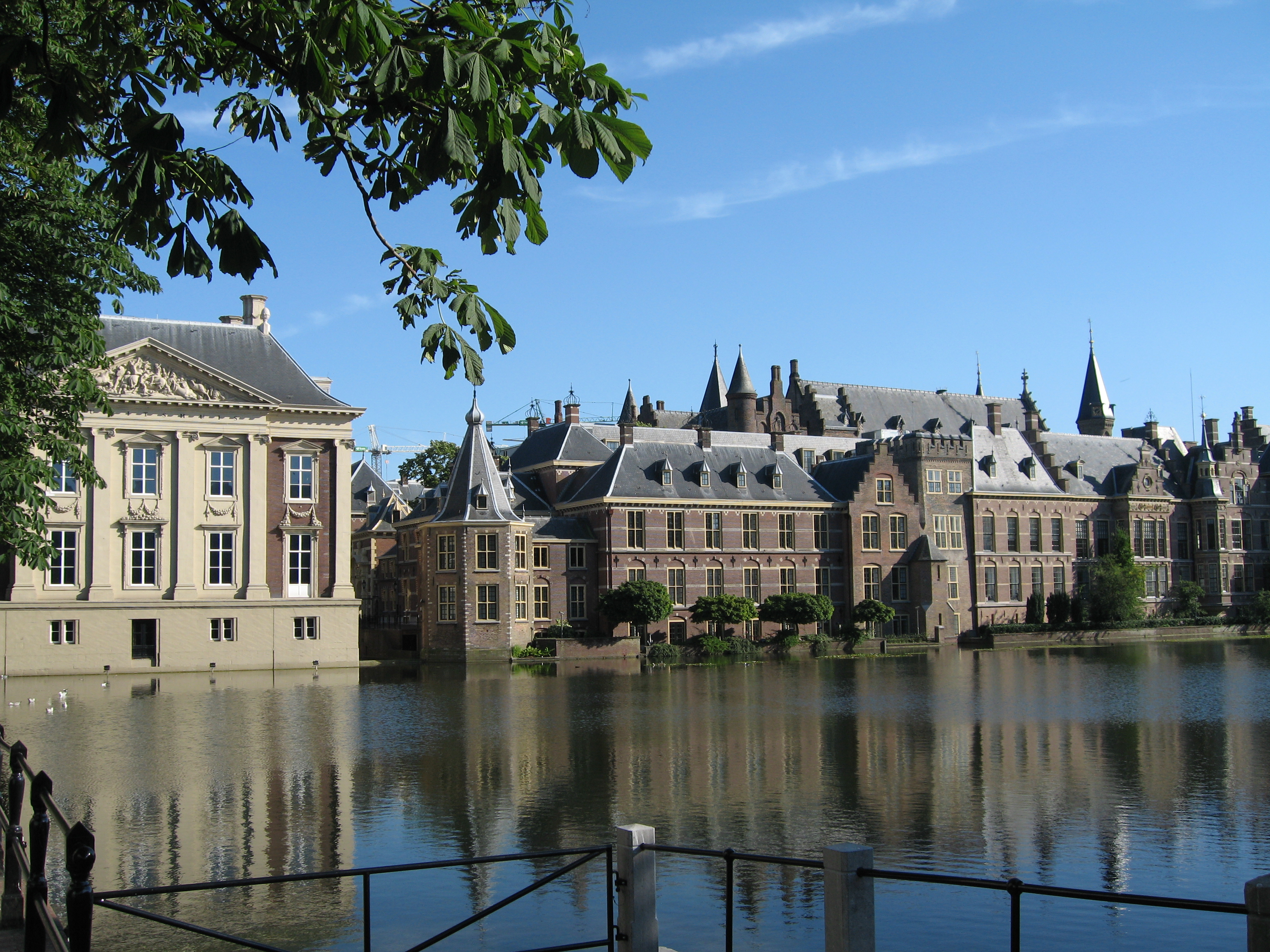
周边环境，左为毛里茨住宅，右为内庭，前方水面为庭池
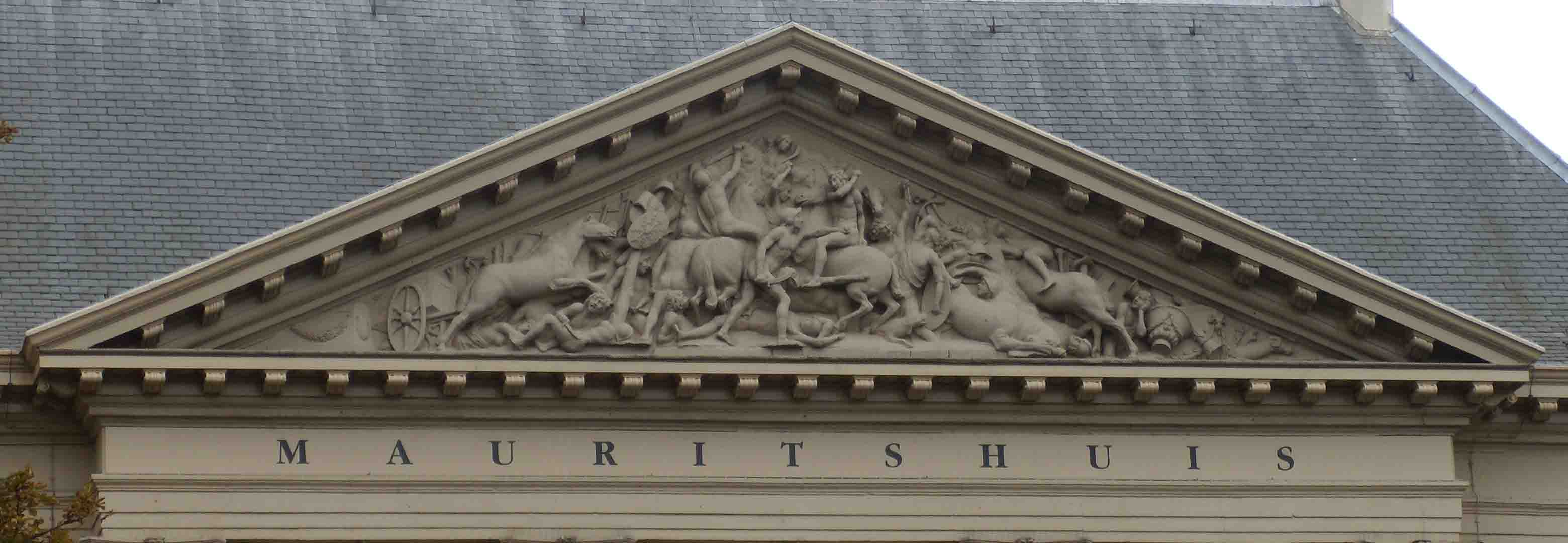
西立面的帕拉第奥式三角楣饰细部，其下方刻有该住宅的名称“MAURITSHUIS”
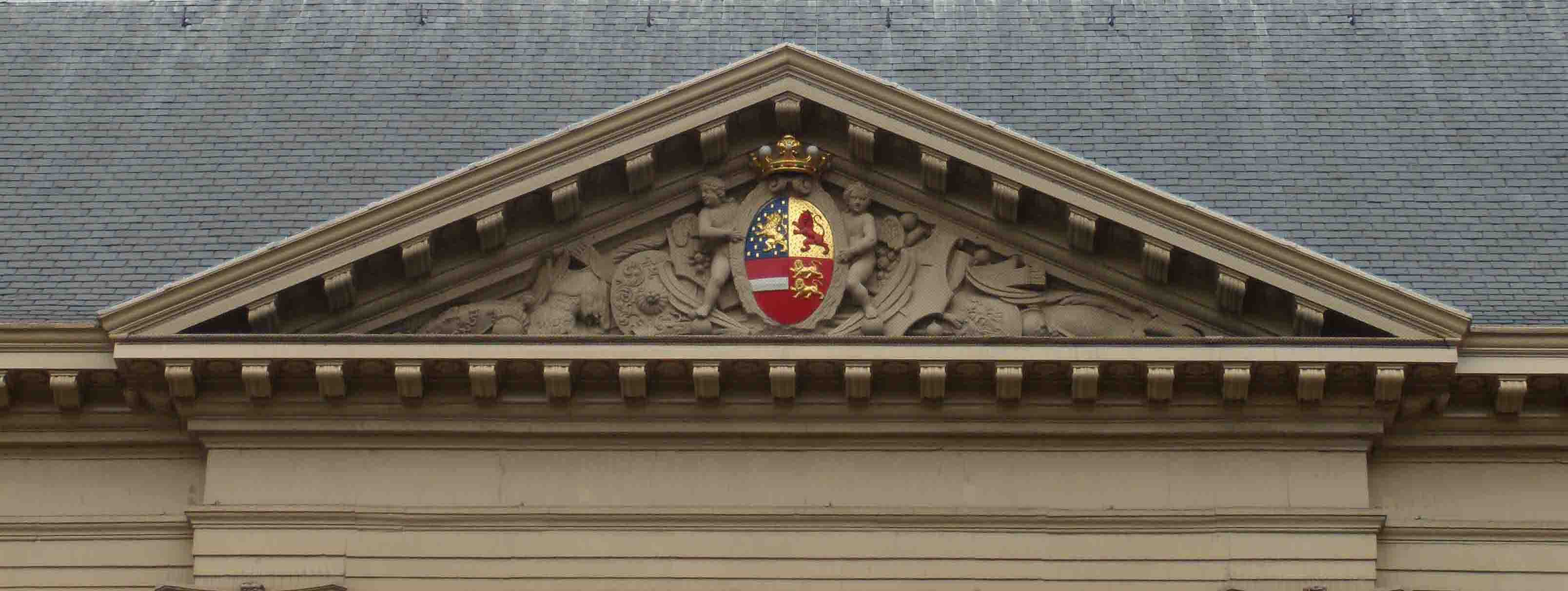
正立面（东立面）的三角楣饰细部
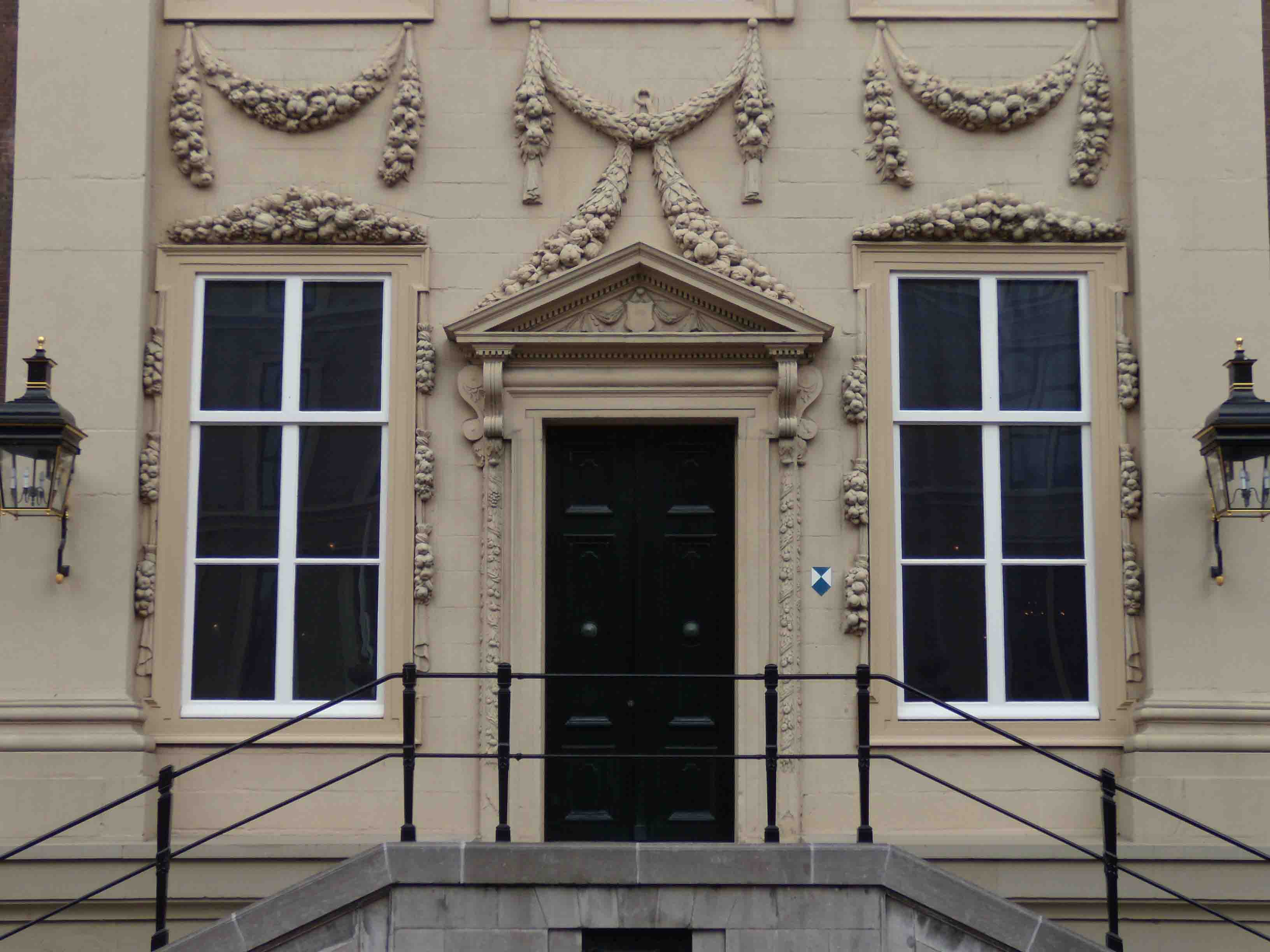
正立面（东立面）的大门，其上方有小三角楣饰，周围饰有垂花雕刻
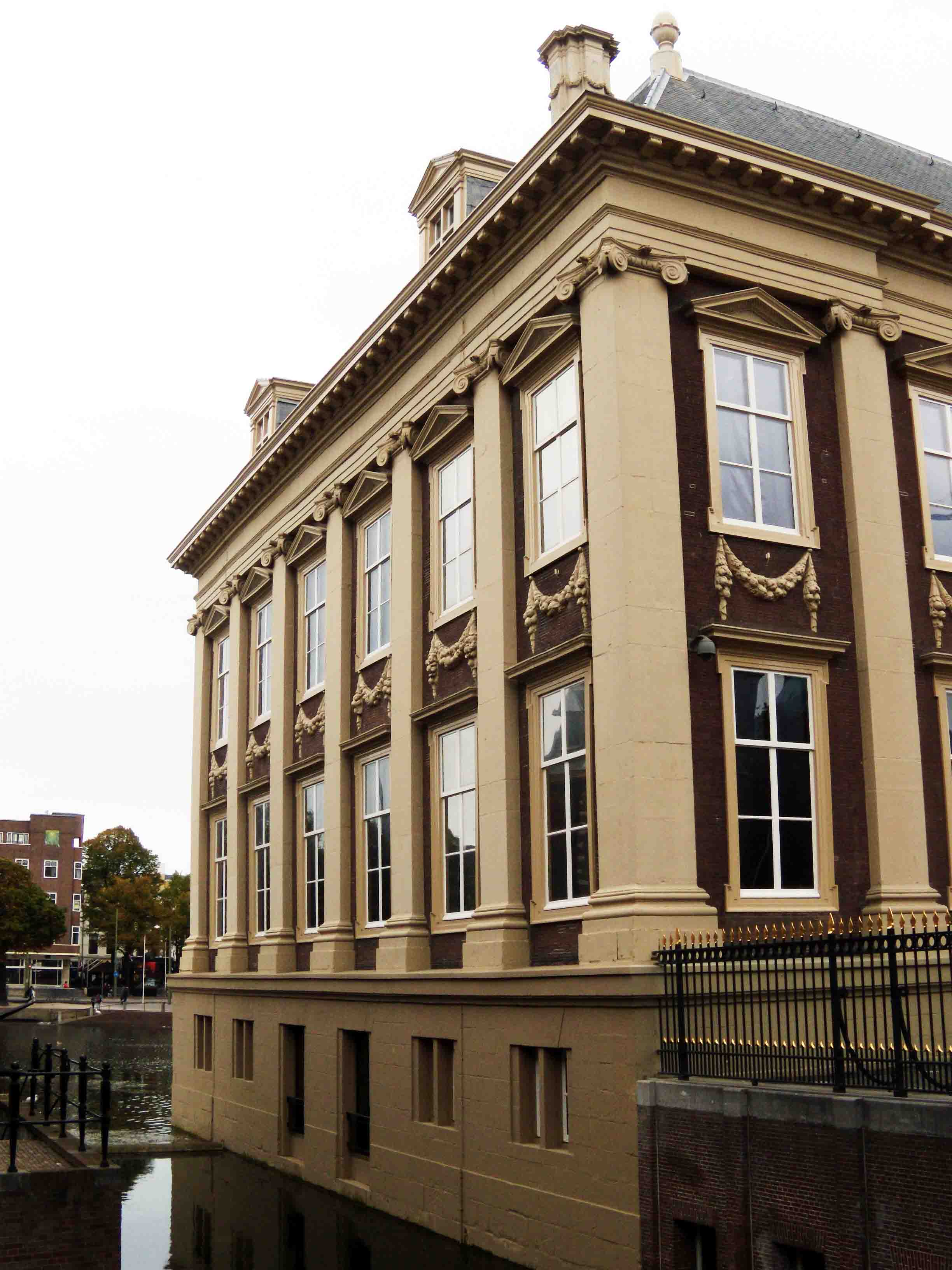
南立面
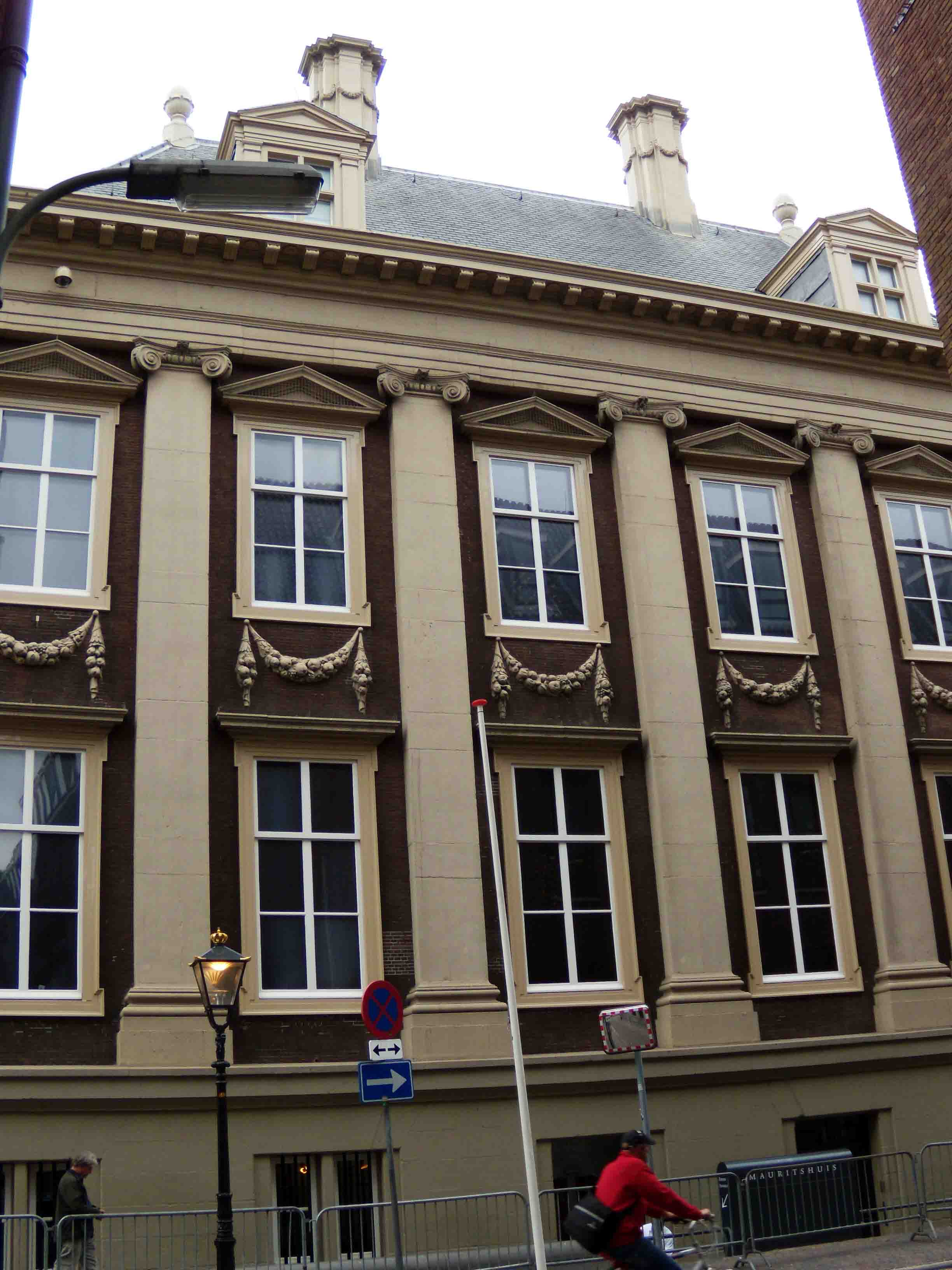
北立面

## 博物馆
1822年，毛里茨住宅向公众开放，该建筑成为一个博物馆，并以该建筑的名称作为该博物馆的名称。毛里茨住宅过去原是一座国立博物馆，直至于1995年被私有化，成为一座私立博物馆。该年设立了一个基金会——毛里茨之家博物馆基金会，负责接管该建筑与收藏——它们被长期借予该基金会，但所有权仍然属于荷兰国家。本博物馆与其他国家的博物馆经常协作。
博物馆收置有皇家油画秘藏（Koninklijk Kabinet van Schilderijen）及皇家珍品秘藏（Koninklijk Kabinet van Zeldzaamheden）。1875年，该博物馆全部用于收藏油画暨皇家油画秘藏（Koninklijk Kabinet van Schilderijen）。

2007年，本博物馆有约250,000名参观者。

### 油画收藏
荷兰执政奥兰治亲王威廉五世的油画收藏被其子，荷兰国王威廉一世移交给荷兰国家。这一收藏形成了约200幅油画之“王家油画秘藏”的基础。该收藏当前被英译为“皇家图集”（Royal Picture Gallery）。当前该收藏共包括约800幅油画， 并关注于荷兰以及弗兰德艺术家，如老彼得·布呂赫爾、保卢斯·波特（Paulus Potter）、彼得·保罗·鲁本斯、伦勃朗、雅各布·范勒伊斯达尔、扬·弗美尔以及罗希尔·范德魏登。毛里茨住宅的收藏中也有小汉斯·霍尔拜因。

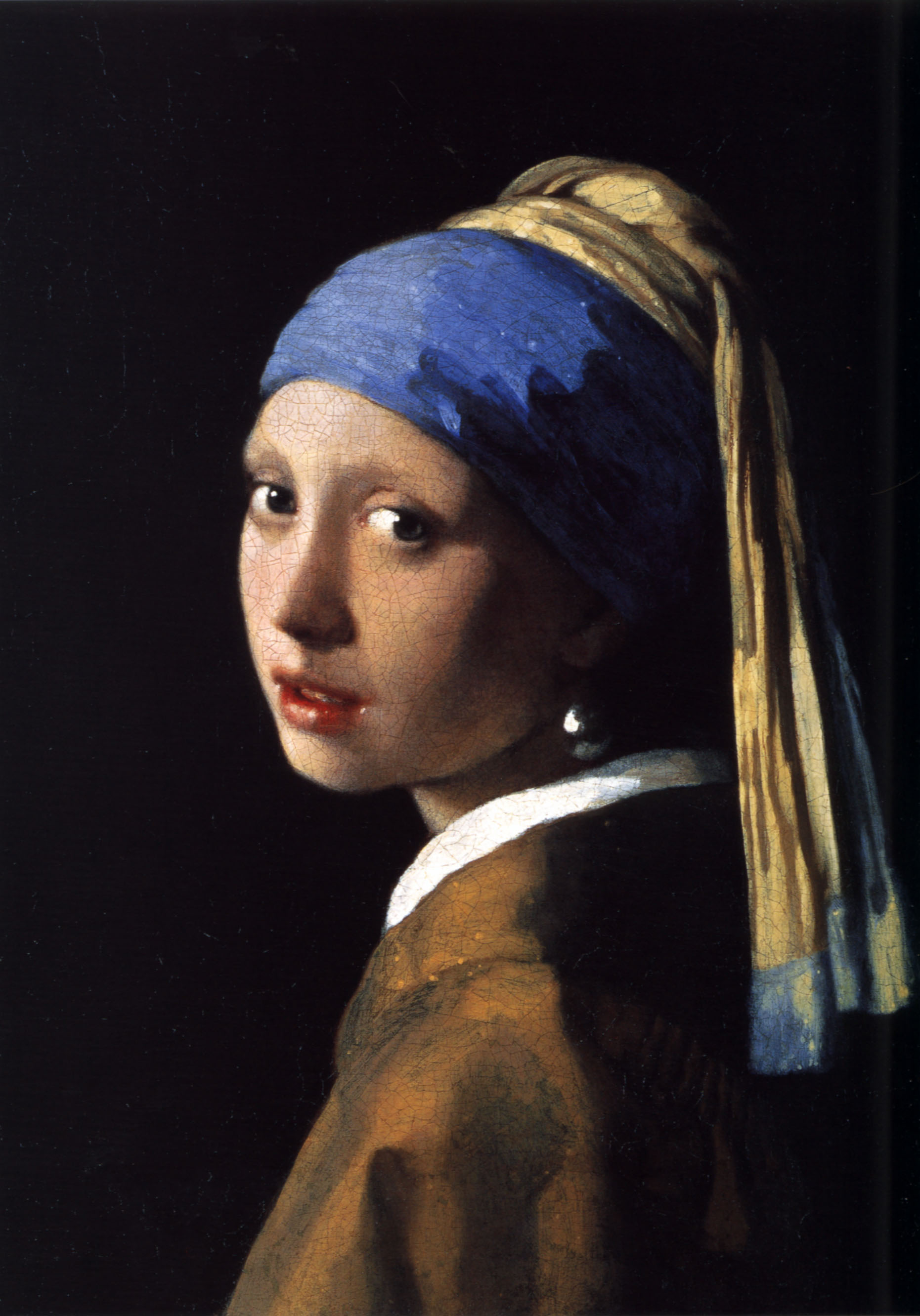
扬·弗美尔 《戴珍珠耳环的少女》The Girl With The Pearl Earring (ca. 1665)
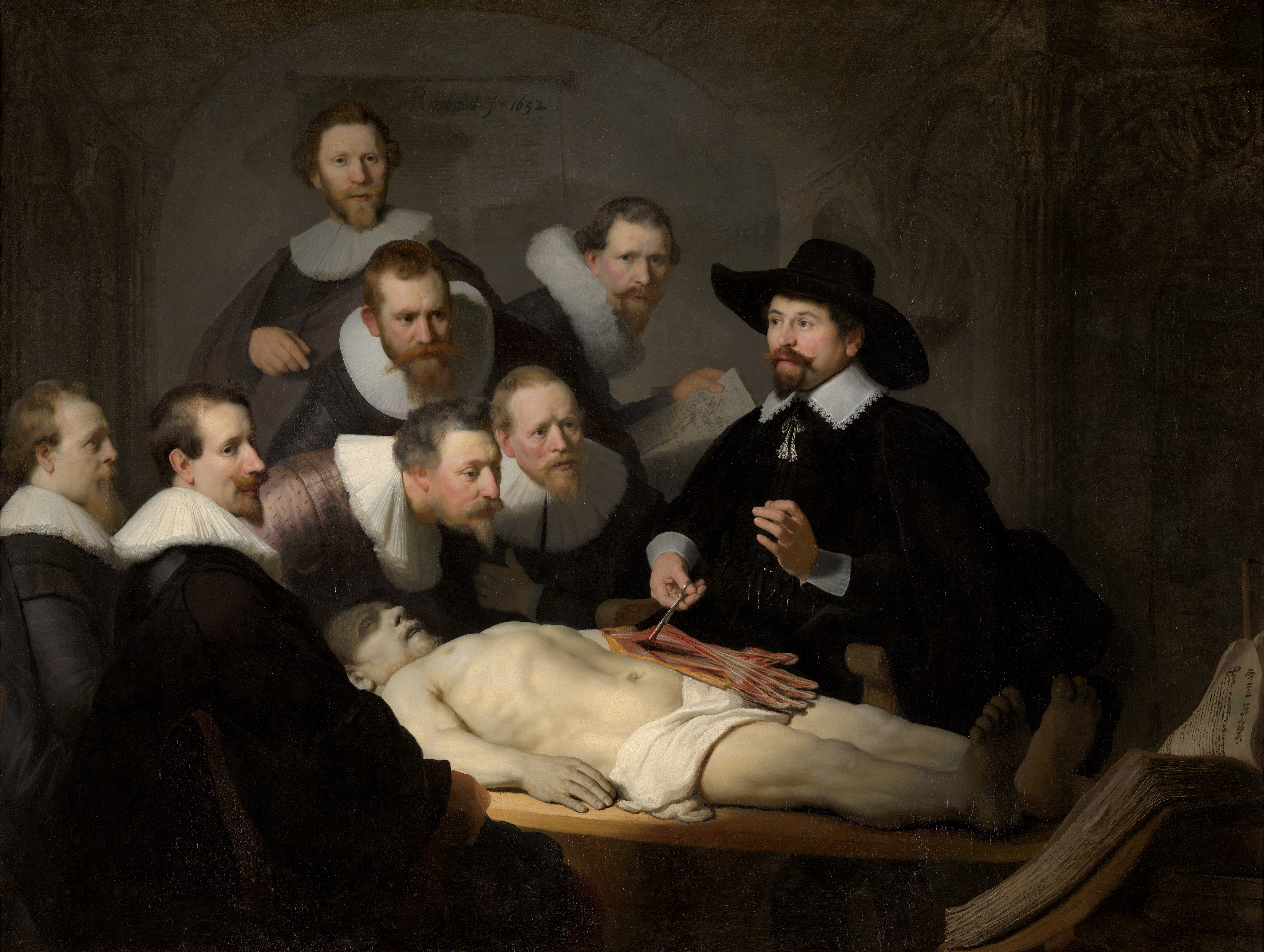
伦勃朗 《杜爾博士的解剖學課》The Anatomy Lesson of Dr. Nicolaes Tulp (ca. 1632)
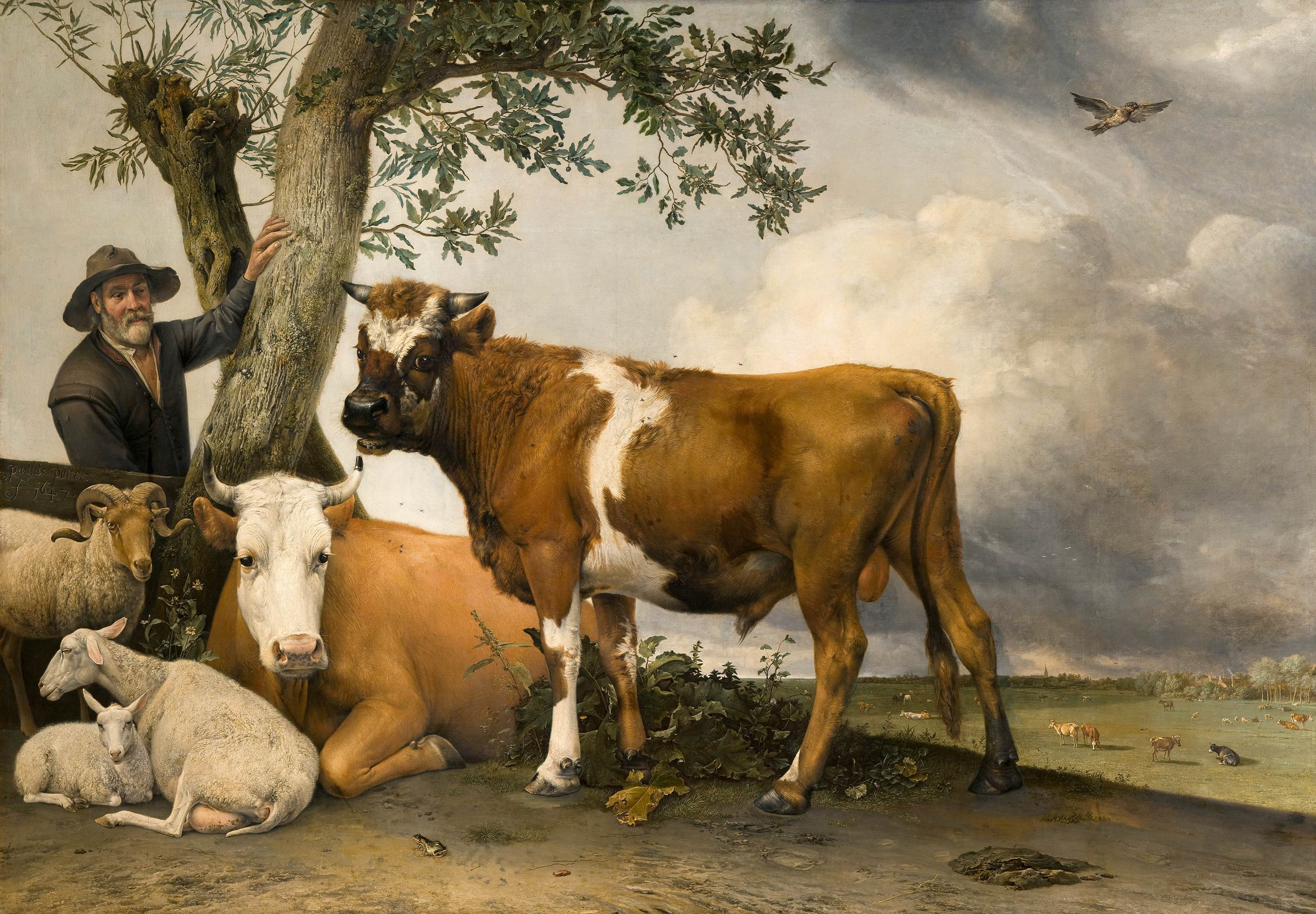
保卢斯·波特 《公牛》The bull (ca. 1647)
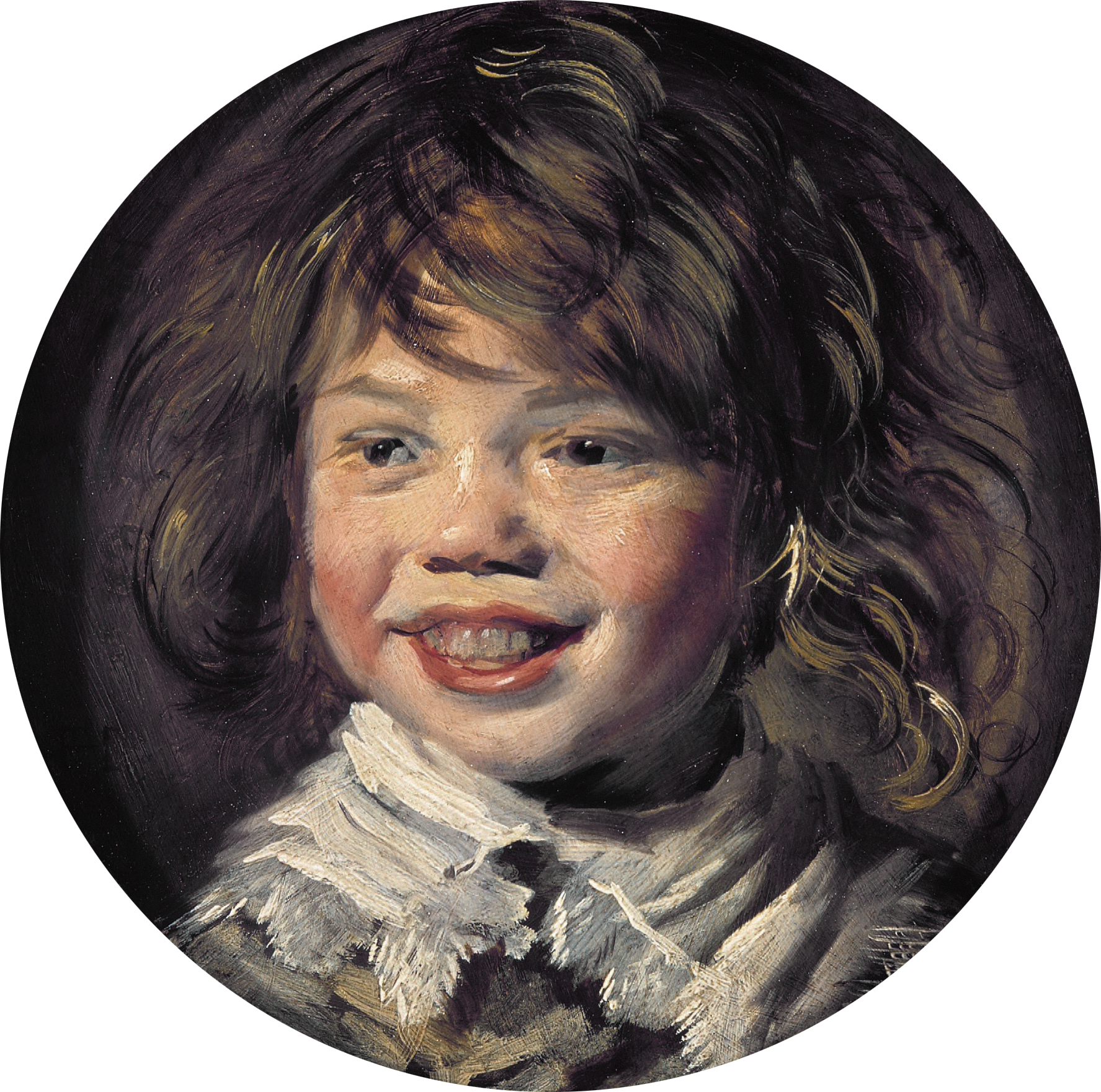
弗兰斯·哈尔斯 《大笑的男孩》Laughing boy (ca. 1625)

### 雕塑收藏
除了油画之外，该博物馆还收藏有一些雕塑，包括荷兰国王威廉二世与威廉三世父子以及奥兰治亲王弗雷德里克·亨德里克的半身像等等。